# Wańkowice
Wańkowice (ukr. Ваньковичі; pol. hist. Więckowice) – wieś na Ukrainie w rejonie samborskim należącym do obwodu lwowskiego. 

## Historia
Wieś królewska położona w powiecie przemyskim, jej posiadaczem był Wiktoryn Stadnicki, została spustoszona w czasie najazdu tatarskiego w 1672 roku.
Przed II wojną światową we wsi mieszkał Stefan Pajączkowski, który był zarządcą dóbr w Wańkowicach.
Według niektórych źródeł (m.in. Polskiego Słownika Biograficznego), jest to miejsce urodzenia poety i dziennikarza Platona Kosteckiego (1832-1908).